# Preußisch-Hessischer Zollverein

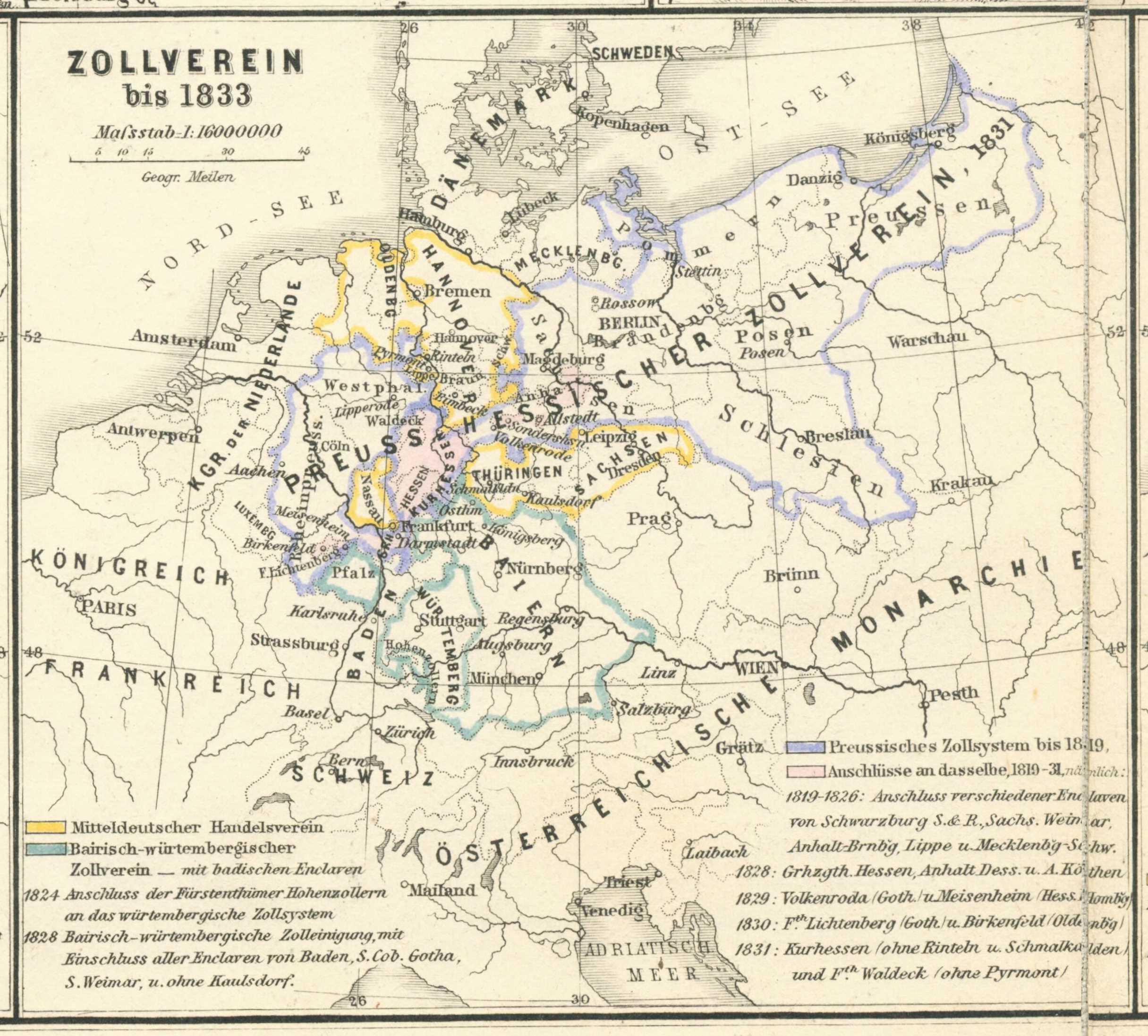
Preußisch-Hessischer Zollverein auf einer Karte von 1872

Der preußisch-hessische Zollverein wurde als Zollunion 1828 zwischen dem Königreich Preußen und dem Großherzogtum Hessen-Darmstadt gegründet und blieb bis zum Inkrafttreten des Deutschen Zollvereins 1834 bestehen.

## Entstehung

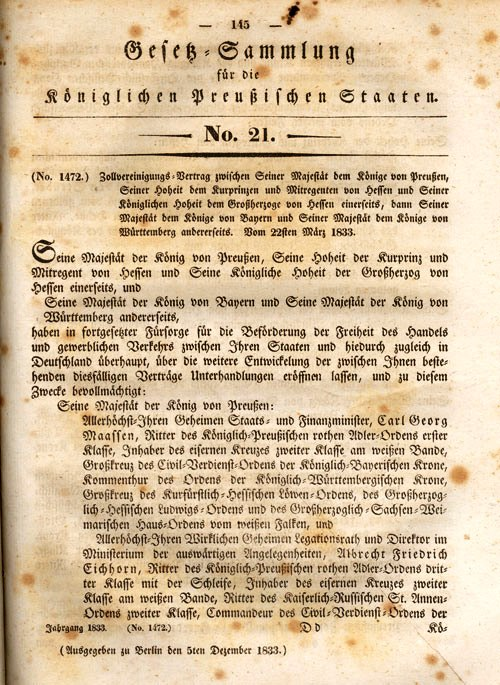
Preußisches Gesetzblatt mit Abdruck des Zollvereinigungsvertrags zwischen dem hessisch-preußischen und dem süddeutschen Zollverein vom 22. März 1833

Nach dem Ende der napoleonischen Herrschaft begannen auf verschiedenen Ebenen Bemühungen zur Beseitigung der Zoll- und Handelsschranken im Gebiet des deutschen Bundes. Das Ziel war in erster Linie eine Verbesserung der Staatseinnahmen. Vor diesem Hintergrund begann Preußen seit dem Erlass eines neuen Zollgesetzes im Oktober 1818 ein einheitliches Zollgebiet zu schaffen. Die Regierung begann systematisch damit kleinere im preußischen Staatsgebiet liegende Staaten zum Anschluss an das System zu bewegen. Hierzu nahm es Verhandlungen mit den so genannten Enklaven auf. Am 25. Oktober 1819 entstand so der erste Vertrag mit Schwarzburg-Sondershausen. Diesem folgten Verträge am 24. Juni 1822 mit Schwarzburg-Rudolstadt, am 27. Juni 1823 Sachsen-Weimar-Eisenach über die Gebietsteile Allstedt und Oldisleben und dem Fürstentum Lippe vom 9/17. Juni 1826 über die Gebietsteile Lipperode, Cappel und Grevenhagen sowie mit Mecklenburg-Schwerin am 2. Dezember 1826 über die Gebietsteile Rossow, Netzband und Schönberg.
Ein zentrales Problem Preußens war sein in einen östlichen und westlichen Teil gespaltenes Staatsgebiet aufgrund der Gebietsgewinne durch den Wiener Kongress. Daher ging es den Regierungen darum, auch die dazwischen liegenden größeren Staaten zum Anschluss an das preußische Zollsystem zu bewegen, um einen das ganze Staatsgebiet umfassenden Wirtschaftsraum zu schaffen. Zu diesen potentiellen Partnern gehörte nicht zuletzt das Großherzogtum Hessen-Darmstadt. Dieses war zwischen 1820 und 1823 im Rahmen der Verhandlungen zu einer süddeutschen Zollunion führend an dem Versuch beteiligt, zusammen mit Hessen-Kassel, Nassau und Baden eine eigene Zollunion zu schaffen. Allerdings blieben diese Ansätze trotz eines 1824 abgeschlossenen kurzlebigen Handelsvertrags zwischen Baden und Hessen-Darmstadt schließlich stecken. Auch die in Stuttgart stattfindenden Zollkonferenzen mit Bayern, Württemberg und Baden schlugen 1825 fehl. Daher gab man im Großherzogtum Hessen, welches aus der Landgrafschaft Hessen-Darmstadt hervorgegangen war, am 14. Februar 1828 dem preußischen Werben schließlich nach. Wichtig war diese Übereinkunft aus der Rückschau, weil es Preußen erstmals gelang, jenseits der Mainlinie Einfluss zu erlangen und zudem wirtschafts- und finanzpolitisch eine Brücke zwischen den bislang getrennten Landesteilen zu schlagen.

## Struktur
Der preußische Finanzminister Friedrich von Motz sah die Einigung mit Hessen-Darmstadt nur als einen ersten Schritt zu einer weitaus umfassenderen Zollunion an. Die preußische Regierung verzichtete daher anders als im Fall der kleinen Enklaven auf eine offizielle Dominanz im Verhältnis mit Hessen-Darmstadt und nahm auch einige Nachteile in Kauf, so eine hessische Zustimmungspflicht für preußische Handelsverträge, die hessische Interessen verletzen. Dennoch bedeutete die Einigung, dass Hessen-Darmstadt das preußische Zollsystem übernahm und die großherzogliche Zollverwaltung „gleichförmig mit der königlich-preußischen Zollverwaltung organisiert“ wurde. Zwischen den beiden Staaten wurden die Zollgrenzen aufgehoben. Davon ausgenommen war der Handel mit Salz, Spielkarten, Branntwein, Bier, Essig, Tabak und Wein. Änderungen im Zolltarif bedurften der Zustimmung beider Länder. Die Einnahmen wurden zwischen Hessen-Darmstadt und den preußischen Provinzen Rheinland und Westfalen nach Kopf der Bevölkerung des beteiligten Gebiets (im Falle Preußens also der Rheinprovinz und Westfalens) geteilt.
Durch die Enklavenverträge gehörten der Zollunion außer Preußen und Hessen-Darmstadt auch Schwarzburg-Sondershausen und einige kleinere Exklaven anderer Länder hinzu. Durch den Anschluss an das preußische Steuer- und Zollsystem kamen im Juli 1828 Anhalt-Dessau und Anhalt-Köthen zur Zollunion. 1829 und 1830 folgten weitere kleinere Gebiete (Meisenheim, Lichtenberg, Birkenfeld). Wichtig wurde der Beitritt von Hessen-Kassel im Jahr 1831, weil damit der konkurrierende Mitteldeutsche Handelsverein stark geschwächt wurde. Im Jahr 1832 folgte Waldeck mit einem Großteil des Staatsgebietes.
Die Laufzeit des Vertrages war bis 31. Dezember 1834 begrenzt. Nicht zuletzt durch die Vermittlung des Verlegers Johann Friedrich Cotta näherten sich der preußisch-hessische und der Süddeutsche Zollverein einander an. Im Jahr 1829 einigten sich beide darauf, sich gegenseitig Zollfreiheit für inländische Produkte zu gewähren. Damit war der Weg zum Deutschen Zollverein von 1834 vorbereitet.